# Las Palomitas
Las Palomitas är en ort i Mexiko.   Den ligger i kommunen Cadereyta Jiménez och delstaten Nuevo León, i den centrala delen av landet, 700 km norr om huvudstaden Mexico City. Las Palomitas ligger 294 meter över havet och antalet invånare är 131.
Terrängen runt Las Palomitas är platt, och sluttar österut. Runt Las Palomitas är det ganska tätbefolkat, med 83 invånare per kvadratkilometer. Närmaste större samhälle är Cadereyta, 9,8 km väster om Las Palomitas. Trakten runt Las Palomitas består till största delen av jordbruksmark.